# Jules Sondeijker
Gilles Hubertus (Jules) Sondeijker (Maastricht, 16 augustus 1865 – aldaar, 19 december 1950) was een Nederlands graveur en tekenaar.

## Leven en werk
Sondeijker is vooral bekend van de levensgrote zwart-wit replica's van onder andere De Nachtwacht (Rembrandt) en De Lezende Monnik (David van der Kellen) die hij met houtskool en wit krijt maakte in de Limburgse mergelgroeven de Zonneberg. 
Het gangenstelsel van de Sint-Pietersberg waarin de tekeningen zich bevinden was jarenlang met een muur afgesloten, maar is sinds 2017 weer toegankelijk gemaakt voor het publiek en daartoe werd de tekening van de Nachtwacht gerestaureerd.
Gilles Sondeijker was de vader van de Maastrichtse beeldhouwer Jean Sondeijker (1909-1995).

## Afbeeldingen

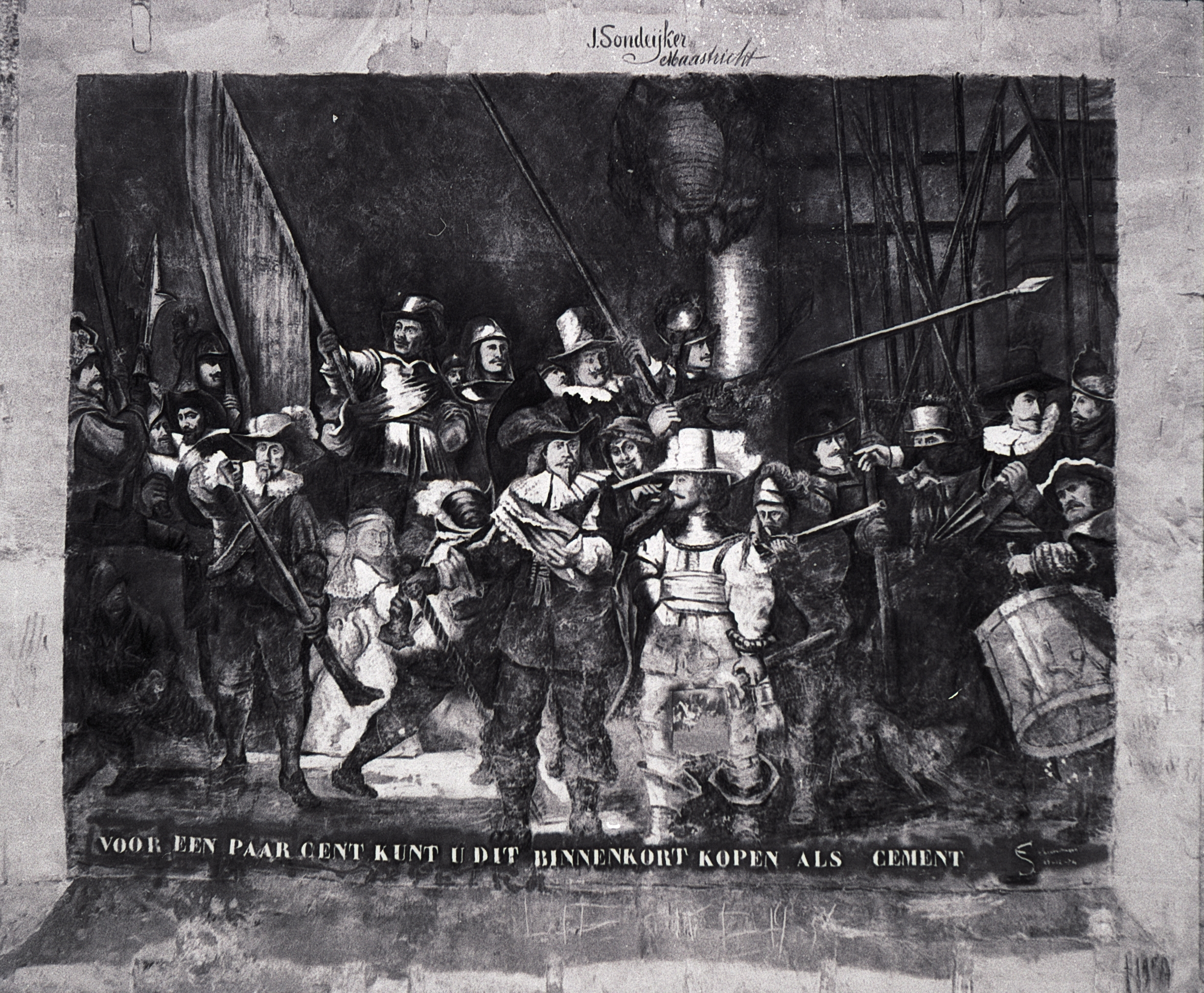
Nachtwacht (foto uit 1974)
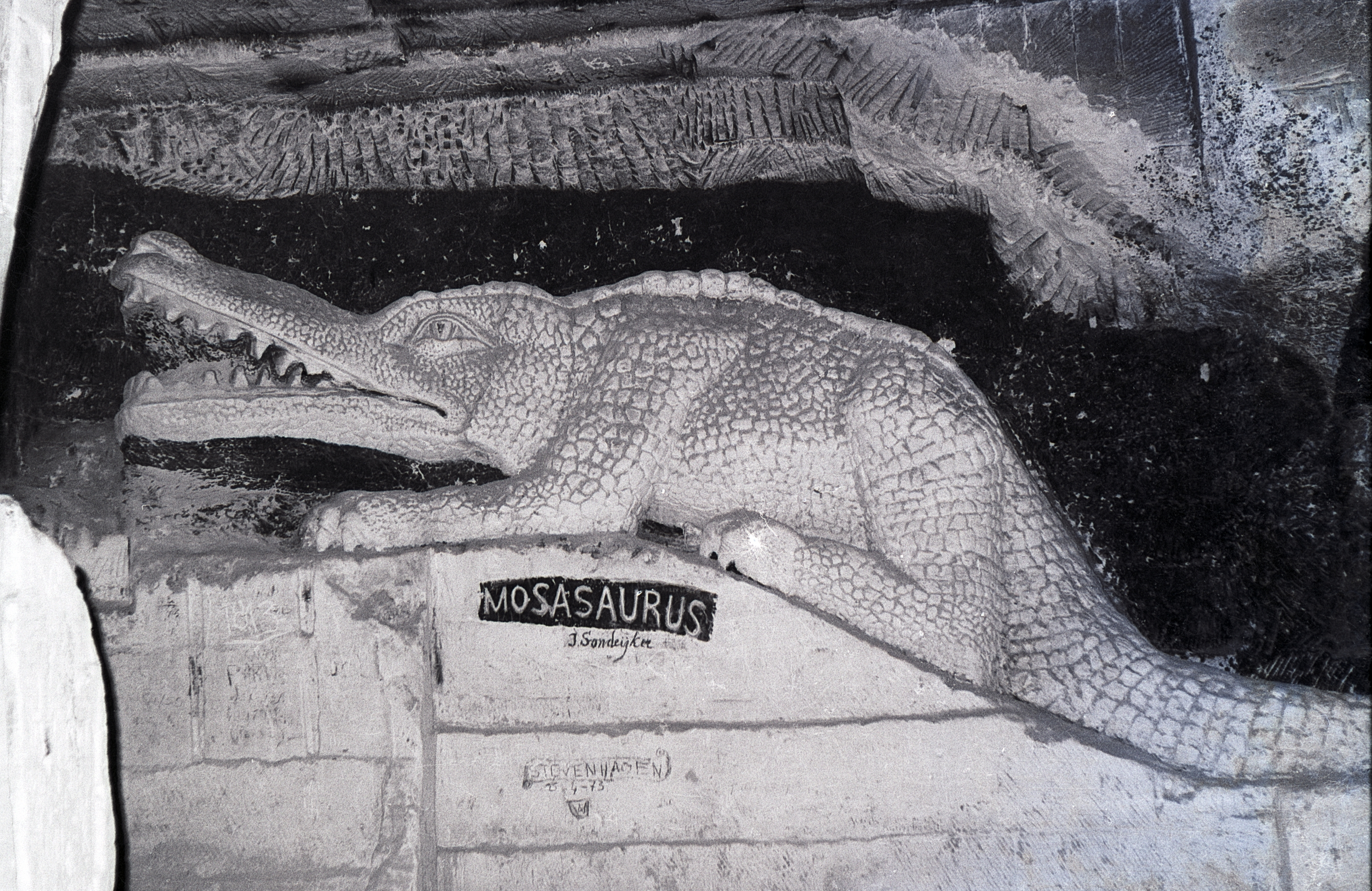
Mosasaurus (foto uit 1974)
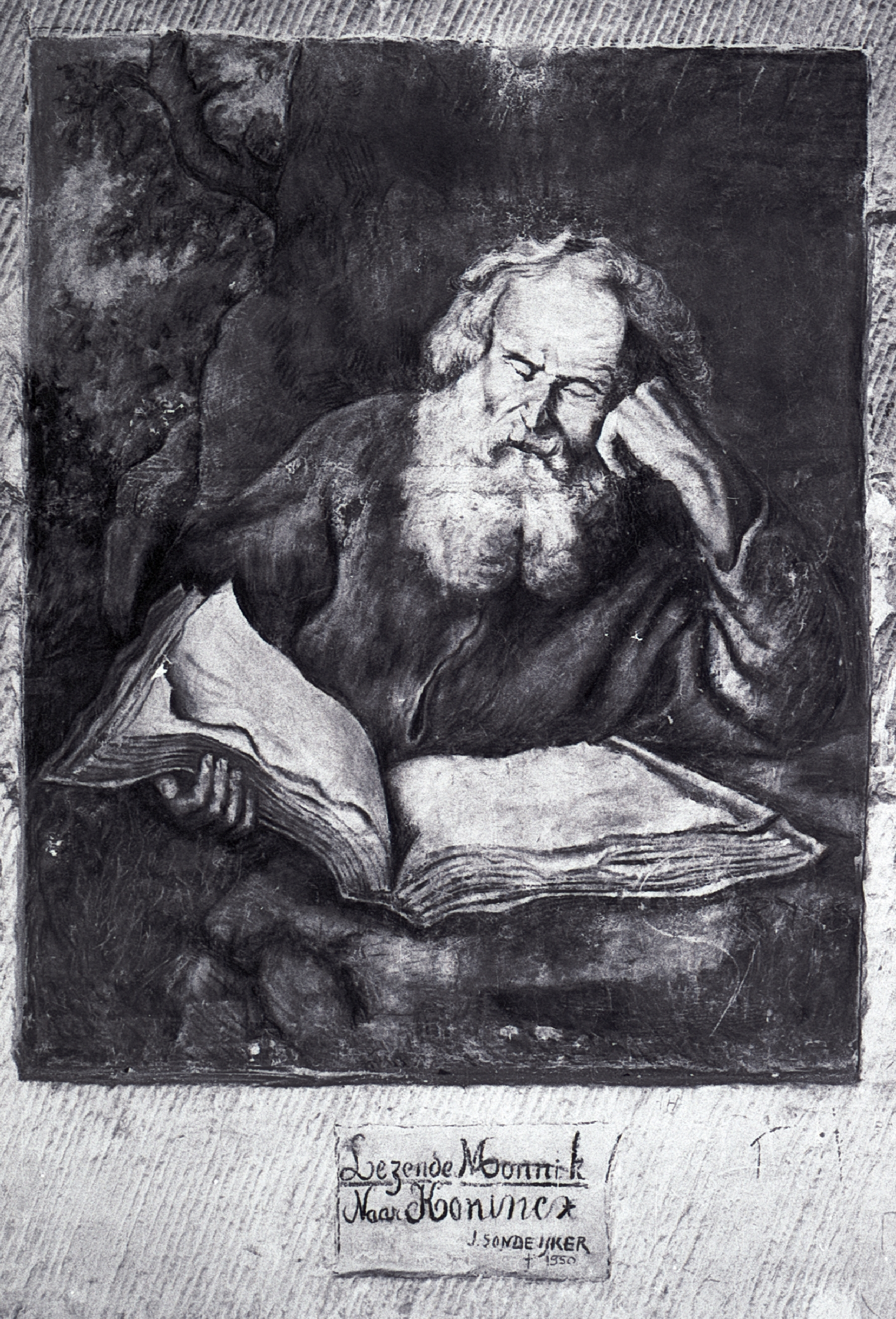
Lezende monnik (foto uit 1974)
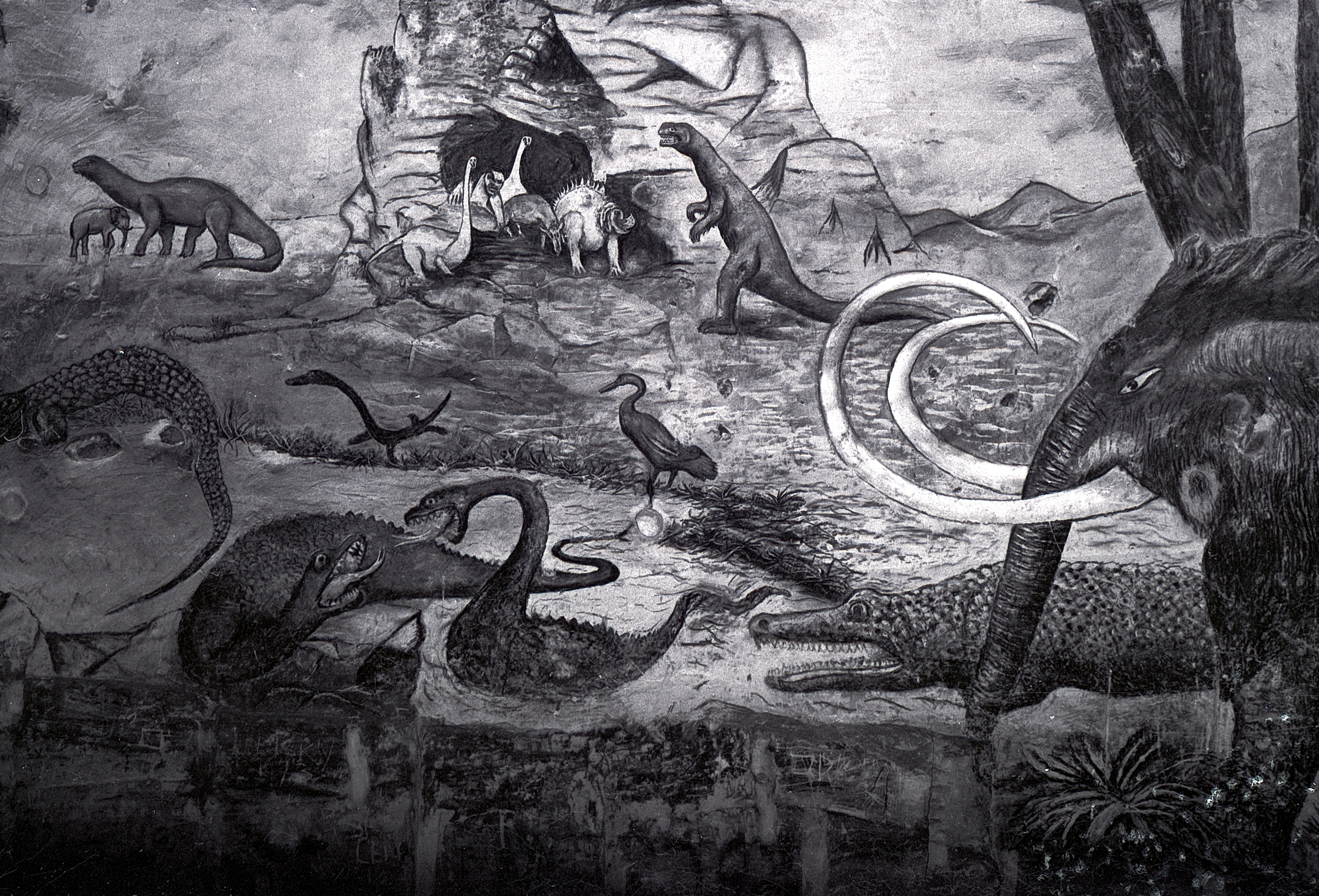
Oertijd (foto uit 1974)